# Gary Cao
Gary Cao Bai Hao (caratteri cinesi: 曹佰豪; pinyin: Cáo Bǎiháo; Sabah, 9 luglio 1979) è un cantante e compositore malaysiano.
Conosciuto anche come Gary Chaw o Cao Ge, ha ottenuto grande successo soprattutto a Taiwan, Malaysia, Hong Kong e Singapore. È rinomato per il carisma nelle esibizioni dal vivo, per l'ampia scala vocale e la voce profonda. Inoltre, compone la maggior parte delle canzoni per i suoi album e per altri artisti.

## Biografia
Ha seguito l'educazione primaria in Canada. In seguito, ha continuato gli studi all'università di Auckland, in Nuova Zelanda, laureandosi in architettura.

## Carriera
Nel 2006 ha vinto il premio "Nuovo cantante" della TVB di Hong Kong, e da allora ha pubblicato tre album. Egli ha avuto la sua grande occasione cantando la versione cinese della canzone di Karyn White del 1988 Superwoman. Cao ha scritto alcune canzoni che sono arrivate ai vertici delle classifiche taiwanesi, cantante dalle S.H.E, da Cyndi Wang e da Aaron Kwok.
In una recente intervista di MTV, Cao ha ammesso (in un fluido inglese) che le sue influenze principali sono dovute all'ammirazione che prova verso Stevie Wonder e R Kelly.
Nel 2008 ha vinto il premio come "Miglior Cantante Uomo Mandarino" ai Golden Melody Awards di Taiwan, ottenendo soprannomi quali "Little Heavenly King" o 歌王 (Melody King) dalla stampa. Recentemente ha effettuato un tour in Asia, intitolato "Welcome To My World".

## Discografia

### Album
| Numero dell'album | Informazioni sull'album |
| ----------------- | --- |
| 1º                | Gary - Pubblicato: giugno 2001 - Etichetta: Warner Music Malesia - Posizione in classifica:                                           |
| 2º                | 格格 Blue - Pubblicato: 26 gennaio 2006 - Etichetta: Rock Records - Posizione in classifica: numero 1 (Classifica Taiwan G-Music)     |
| 3º                | Superman - Pubblicato: 27 dicembre 2006 - Etichetta: Rock Records - Posizione in classifica: numero 1 (Classifica Taiwan G-Music)     |
| 4º                | Super Sunshine - Pubblicato: 4 gennaio 2008 - Etichetta: Rock Records - Posizione in classifica: numero 1 (Classifica Taiwan G-Music) |
| 5º                | Supermarket - Pubblicato: 19 giugno 2009 - Etichetta: Rock Records - Posizione in classifica: numero 1 (Classifica Taiwan G-Music)    |

### Collaborazioni
Gary ha collaborato con un altro cantante malaysiano, Guang Liang (光良), per la canzone "Teenage Years" (少年), presente nell'album di Guang Liang Fairy Tale (童话).
Cao ha cantato insieme a Genie Zhuo (卓文萱) nella canzone "梁山伯與茱麗葉", insieme a Vivian Hsu (徐若瑄) nella canzone "I Still Believe", ed in seguito insieme a Beatrice Xu Wei Lun nella canzone "Freedom". Quest'ultima è stata l'ultima canzone della Xu, dopo la sua prematura morte a 26 anni.
Inoltre, ha collaborato con la cantante malese Fish Leong [梁静茹] in "PK", tratta dall'album del 2009 della cantante, intitolato Fall in Love & Songs [静茹&情歌-别再为他流泪].
Gary Cao ha composto e cantato una canzone per le Olimpiadi di Pechino del 2008, che è stata inclusa in una compilation della Rock Records intitolata Far away (一起飞）, chiamata così a causa della canzone che egli ha cantato con altri artisti dell'etichetta Rock Records come Genie Zhuo, 2moro, 小鬼, Tracy Zhou, 魏雪漫, 元若篮, 宇绗, 吴忠明 ed altri.

### Composizioni
Gary ha anche composto canzoni per diversi altri artisti.
| Anno | Artista         | Album                            | Canzone                              |
| ---- | --------------- | -------------------------------- | ------------------------------------ |
| 1999 | Aaron Kwok      | Ask For More                     | "只有你", "我了", "我的问题你没回答" |
| 2003 | Huang Ping Yuan | 感謝情人                         | "不要害怕"                           |
| 2004 | S.H.E           | Encore                           | "大女人主义"                         |
| 2005 | Cyndi Wang      | Cyndi with U                     | "睫毛弯弯"                           |
| 2005 | S.H.E           | Once Upon A Time / 不想长大      | "星星之火"                           |
| 2006 | 黃俊源          | My First Album                   | "突然牽手"                           |
| 2006 | Genie Zhuo      | Be Used To / 習慣                | "梁山伯与茱丽叶"                     |
| 2006 | Annie Yi        | Princess A                       | "月儿亮弯弯"                         |
| 2007 | Show Luo        | SPESHOW                          | "幸福猎人"                           |
| 2007 | Vivian Hsu      | Vivi and...                      | "I Still Believe"                    |
| 2007 | Nicholas Teo    | Prince Nicholas / 王子           | "晚安，宝贝"                         |
| 2007 | A-mei           | STAR                             | "一眼瞬间", "微多莉亚的秘密"         |
| 2007 | Landy Wen       | Hot Wava / 熱浪                  | "采花贼"                             |
| 2007 | Genie Zhuo      | Oxygenie of Happiness / 幸福氧氣 | "被你愛過我很快樂"                   |
| 2007 | Cyndi Wang      | Fly Cyndi                        | "飄飄"                               |
| 2007 | 閻韋伶          | 傻孩子                           | "Happy Birthday To Me"               |
| 2007 | Andy Lau        | Everyone Is No. 1 新歌+精選      | "一起嗌"                             |
| 2008 | 罗志样          | 潮男正傳                         | 為你寫首歌                           |
| 2009 | 言承旭          | 多出来的自由                     | 一半                                 |

## Premi
| Anno | Premio |
| ---- | --- |
| 2006 | - Sesti Global Chinese Music Awards, "Artista Regionale Prominente" (Malesia) - TVB 8 Mandarin Music Awards (Hong Kong), "Primo Premio al Miglior Nuovo Artista" - Guang Zhou Golden Melody Awards, "Primo Premio al Miglior Nuovo Artista" - Guang Zhou Golden Melody Awards, "Top 10 Melodie d'Oro" per Superwoman - Malaysia Entertainment Association, "Miglior Compositore" per 少年 (insieme a Guang Liang) - Malaysia Entertainment Association, "Top 10 Canzoni Originali" per 少年 (insieme a Guang Liang) |
| 2007 | - Diciottesimi Golden Melody Awards, nominato come "Miglior Cantante Uomo Mandarino" - 7th Music Chart Awards, "Miglior Nuovo Artista" - Hong Kong City Mandarin Music Award, 最佳演繹獎, 國語力歌曲獎 (3-7-20-1), 熱爆K歌獎 (兩隻戀人) |
| 2008 | - Diciannovesimi Golden Melody Awards, "Miglior Cantante Uomo Mandaino" |